# 투카 라스크
투카 미카엘 라스크(핀란드어: Tuukka Mikael Rask, 1987년 3월 10일~)는 핀란드의 전직 아이스하키 선수로 선수 시절 포지션은 골텐더였다. 2013-14 시즌에 리그 최고 골텐더상인 베지나 트로피를 받았으며, 2011년 스탠리 컵에서 우승을 차지했다. 핀란드 아이스하키 국가대표팀의 일원으로도 활동하여 2014년 동계 올림픽에서 동메달을 획득했다.
핀란드 프로 아이스하키 리그인 SM 리가에서 HIFK의 선수인 요나스 라스크의 형이다.